# Conoplea fusca
Conoplea fusca är en svampart som beskrevs av Pers. 1822. Conoplea fusca ingår i släktet Conoplea och familjen Sarcosomataceae.   Inga underarter finns listade i Catalogue of Life.